# سیگن برون
سیگن برون (انگلیسی: Signe Bruun؛ زادهٔ ۶ آوریل ۱۹۹۸) بازیکن فوتبال اهل دانمارک است.
از باشگاه‌هایی که در آن بازی کرده‌است می‌توان به اشاره کرد.
وی همچنین در تیم‌های ملی فوتبال Denmark women's national under-17 football team, Denmark women's national under-19 football team، و زنان دانمارک بازی کرده‌است.